# Ercan Açar
Ercan Açar (* 27. Februar 1956 in Tekirdağ) ist ein ehemaliger türkischer Fußballspieler.

## Sportlicher Werdegang
Açar entstammt der Jugend von Beşiktaş Istanbul. Hier machte er Ende der 1970er Jahre seine ersten Schritte im Erwachsenenbereich, konnte sich aber nicht etablieren und rückte aus der Wettkampfmannschaft. 1979 schloss er sich Çorluspor an, wo er die folgenden zehn Jahre verbrachte. Mit dem Amateurklub erreichte er im türkischen Pokalwettbewerb 1983/84 die fünfte Hauptrunde, wo die Mannschaft am Zweitligisten Altınordu Izmir scheiterte. Bis dahin hatte Açar acht Tore geschossen, damit wurde er letztlich Torschützenkönig des Wettbewerbs. Parallel qualifizierte er sich mit dem Klub für die wieder eingeführte drittklassige Profiliga, in die er ab der Spielzeit 1984/85 antrat. In der folgenden Spielzeit gelang der Aufstieg in die zweite Liga. Nach dem Wiederabstieg am Ende der Spielzeit 1988/89 verließ er den Klub und schloss sich Çorlu Kültürspor an, wo er ein Jahr später die aktive Laufbahn beendete.